# Våtmark

Soluppgång vid Viru mosse inom Lahemaa nationalpark i Estland.

Våtmark, sankmark och sumpmark med mera är enligt den svenska våtmarksinventeringens definition sådan mark där vatten till stor del av året finns nära under, i eller strax över markytan samt vegetationstäckta vattenområden. I de flesta fall kan vegetationen användas för att skilja våtmark från annan mark. Minst 50 procent av vegetationen ska vara hydrofil för att man ska kalla ett område för våtmark. Huvudindelningen av våtmarker i typer grundar sig på vattnets ursprung och om marken är torvbildande eller ej.
Begreppet innefattar en mängd olika naturtyper, varav flera är historiskt synonyma eller tvetydiga: kärr, moras, mosse, myr, strand, träsk med mera.
Exempel på stora våtmarksområden i världen är Sudd, Pantanal, Everglades och Camargue.

## Ekologi

### Ekologisk betydelse

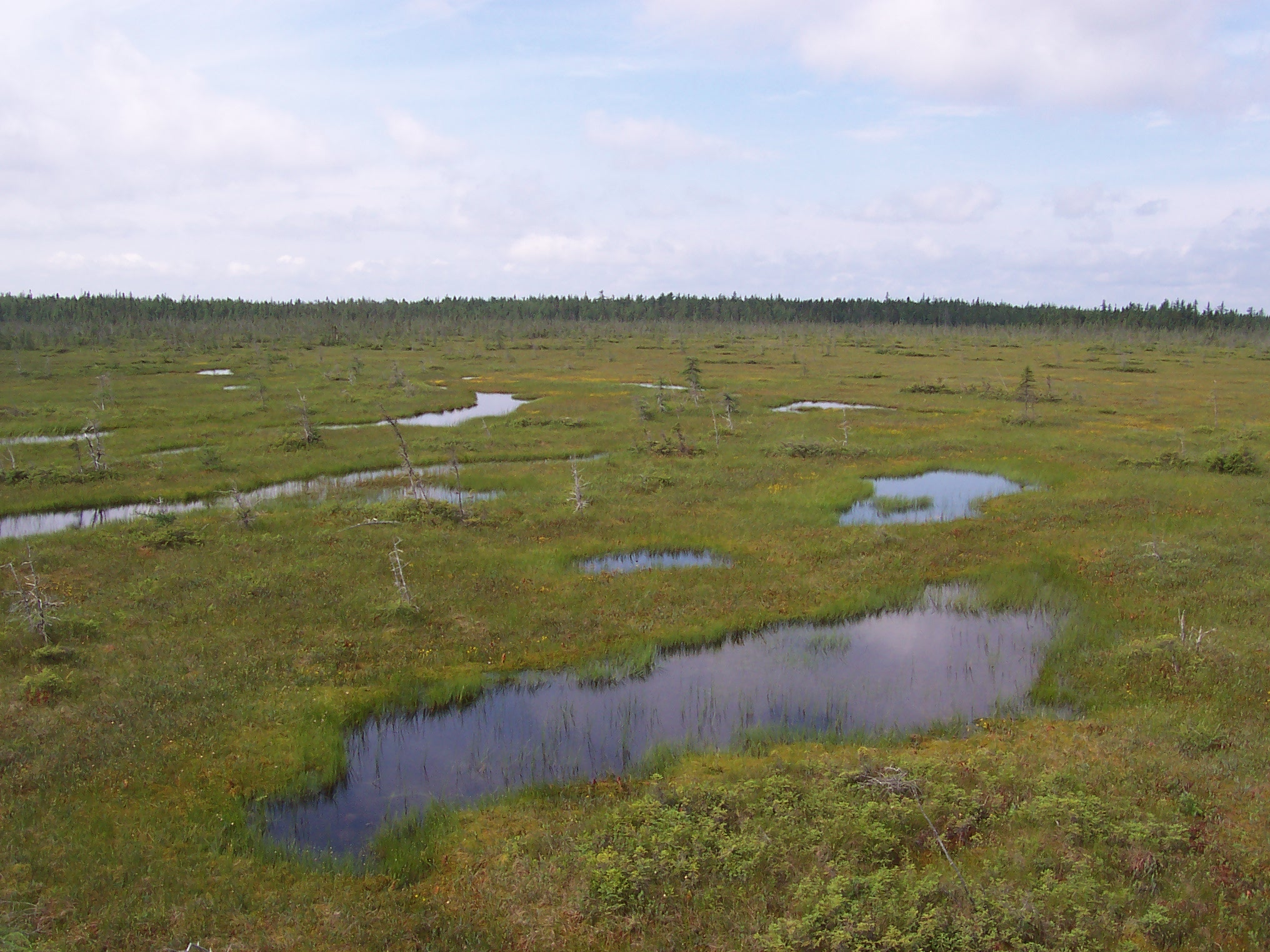
Torvmosse i Québec.

Den ekologiska betydelsen av våtmarker är stor. Floran och faunan i en våtmark är anpassade till de speciella fuktiga förhållanden som råder permanent eller säsongsvis. Det finns våtmarker där vattnet är sötvatten och det finns våtmarker som är påverkade av saltvatten eller brackvatten. I tempererade klimat finns våtmarker som karaktäriseras av mycket växlande produktivitet beroende på årstidsväxlingarna. Vissa våtmarker i tropiskt klimat kan säsongsvis drabbas av torka. Sammantaget är begreppet våtmarker alltså mycket varierande miljöer som erbjuder livsförutsättningar för en mängd olika växter och djur. Hot mot våtmarker världen över är utdikning och föroreningar. Internationella överenskommelser som Ramsarkonventionen har därför antagits för att skydda dem.

### Ekologisk mångfald

#### Fisk
Våtmarker är nödvändiga för att en stor del av världens fiskar ska kunna leva. Mer än 70 % av alla fiskar i USA är beroende av våtmarker för att kunna leva. Utan våtmarkstypen mangrove skulle inte de tropiska fiskarna kunna föröka sig då deras yngel skull leva alldeles för utsatt utan den skyddande miljön mangrovevåtmarken ger upphov till.

#### Amfibier

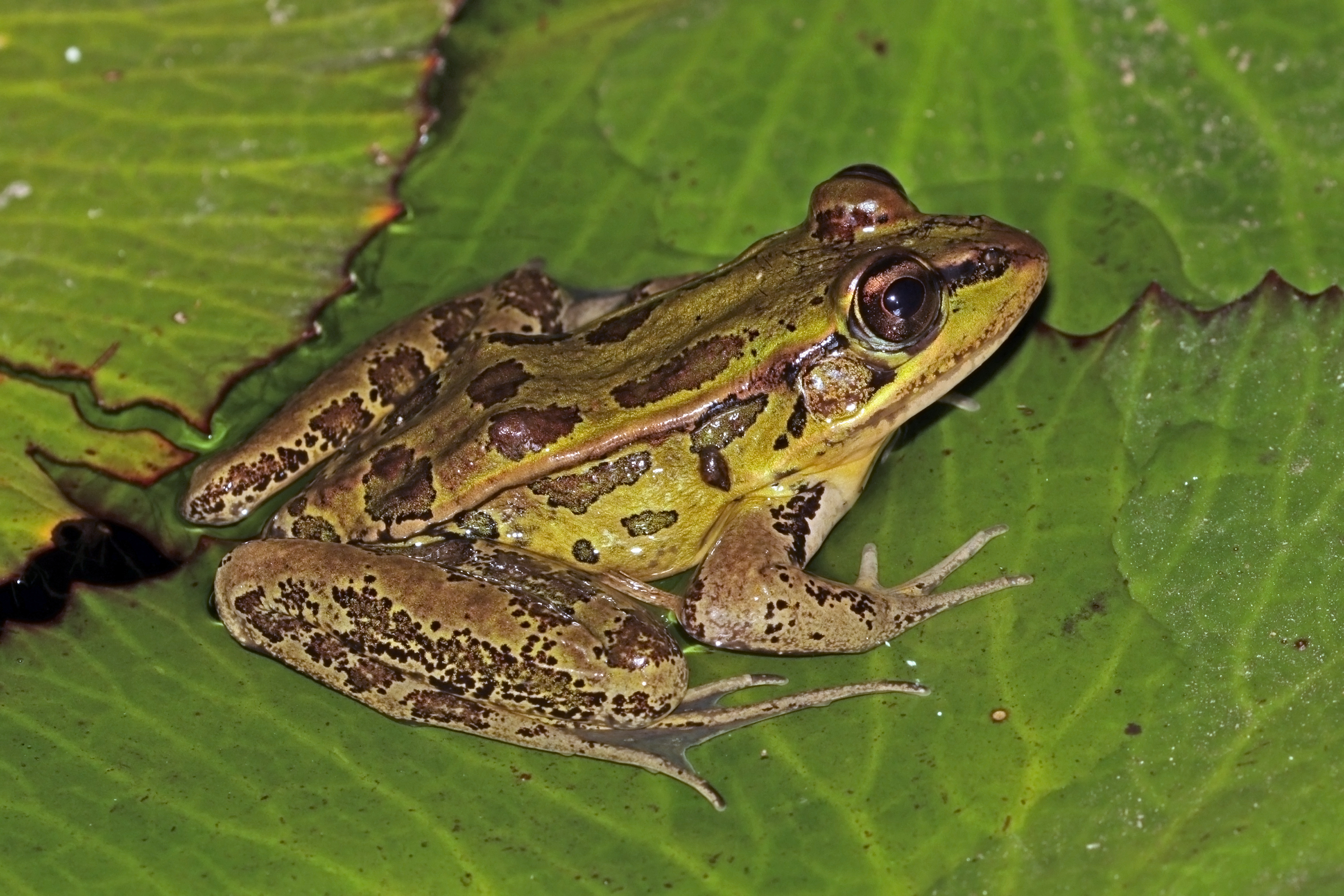
Våtmark är levnadsmiljö för flera grodarter.

De vanligaste amfibiedjuren i våtmarker är grodor. Grodor behöver tillgång till både land och vatten för att ha möjlighet att äta och föröka sig. Grodor kan användas som en indikator på ekosystemets skick då deras hud absorberar både näring och gifter från den omgivande miljön. Deras absorberande förmåga leder till att de drabbas hårt om våtmarken är förorenad.

#### Reptiler
Våtmarker är det naturliga habitatet för en mängd olika reptildjur, bland annat snappsköldpaddan som är en av många sköldpaddsarter som återfinns i dessa typer av marker. Alligatorer lever endast i sötvatten och våtmarker utgör därmed en viktig del i deras naturliga habitat. Krokodiler tenderar att samlas i sötvatten men kan även leva i brackvatten och saltvatten. Everglades, som är ett våtmarksområde i södra Florida, är den enda platsen i världen där alligatorer och krokodiler lever sida vid sida.

#### Däggdjur
I våtmarker lever det många mindre däggdjur samt några större arter såsom bävrar, kärrkaniner och pumor. 

## Våtmarker i Sverige

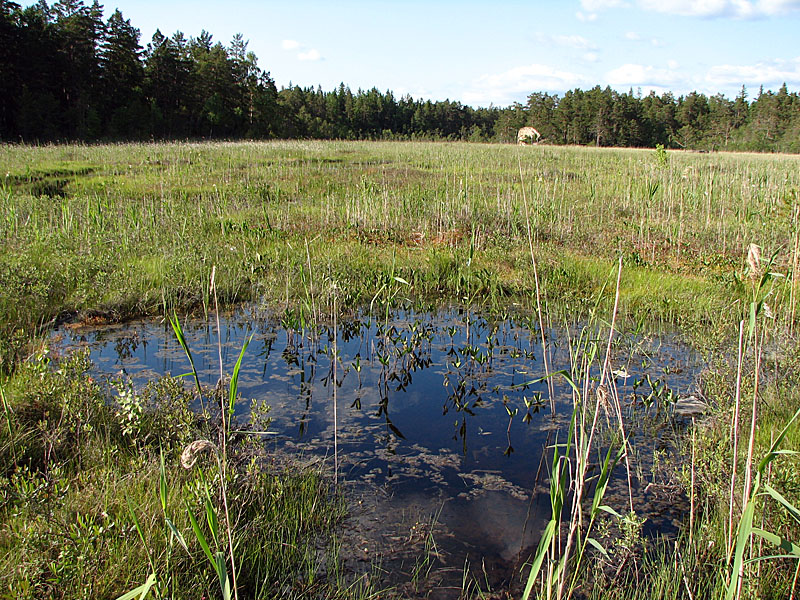
Våtmark utanför Jordbro, Haninge kommun i Stockholm.

I Sverige uppgår våtmarksarealen till 6–9 miljoner ha, men särskilt i söder har en stor del av de mest produktiva våtmarkerna dikats ut. Arealen våtmark har minskat till följd av ca 20 000 sänkningsföretag för att få fram mer produktiv skogs- och jordbruksmark. Detta har inneburit att flera våtmarksberoende växter och djur hotas av utrotning. Detta gäller flera fågelarter, grodarter och växter. I Skåne räknar man med att mellan 80 och 90% av alla blöta eller fuktiga ängar dikats ur vilket lett till att bland annat storken haft mycket svårt att klara sig i Sverige. Andra arter som påverkats negativt av markavvattningar är skärfläcka, brushane och svarthakedopping. Exempel på våtmarksområden i Sverige är Florarna, Kristianstads vattenrike, Muddus, Sjaunja och Store Mosse.

## Mänsklig påverkan

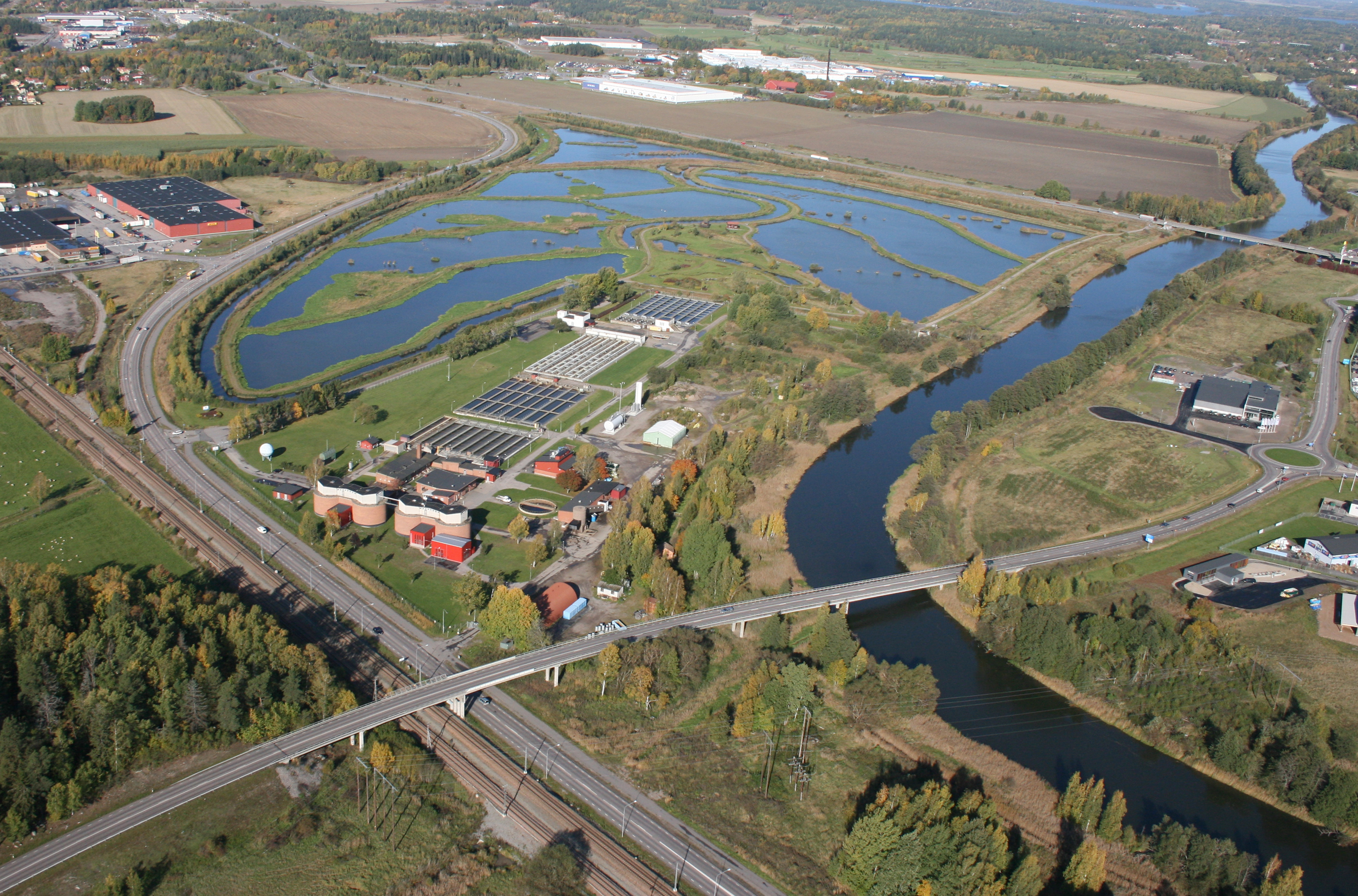
Ekeby våtmark, en konstgjord våtmark i Eskilstuna.

Från början av 1800-talet har våtmarker dikats för att kunna använda marken till jordbruk eller skogsbruk. Tre miljoner hektar våtmark och 2500 sjöar har försvunnit som orsak av dikning. Den utplånade arean av våtmarker motsvarar en fjärdedel av Sveriges ursprungliga våtmarker. När våtmarkerna växer igen, blir de djur och växter som trivs i dessa utsatta. Övergödande näring från jordbruk är också en orsak till att våtmarker växer igen.

### Dikning
Dikning går ut på att ett våtmarksområde torrläggs, för att kunna använda marken för jordbruk eller skogsbruk. En liten del av Sveriges dikning sker vid torvbrytning. . 

### Uppodling
Genom dikning kan mark göras odlingsbar. Utdikning följt av uppodling av myrar och mossar var vanligt fram till början av 1900-talet. Detta genomfördes då befolkningstillväxten var stor och mer odlingsmark behövdes för att föda befolkningen. Det är en lång process att återställa våtmarker vilket gör det tvivelaktigt om uppodling är ett hållbart system för bland annat utvecklingsländer.

## Protester mot utdikningen

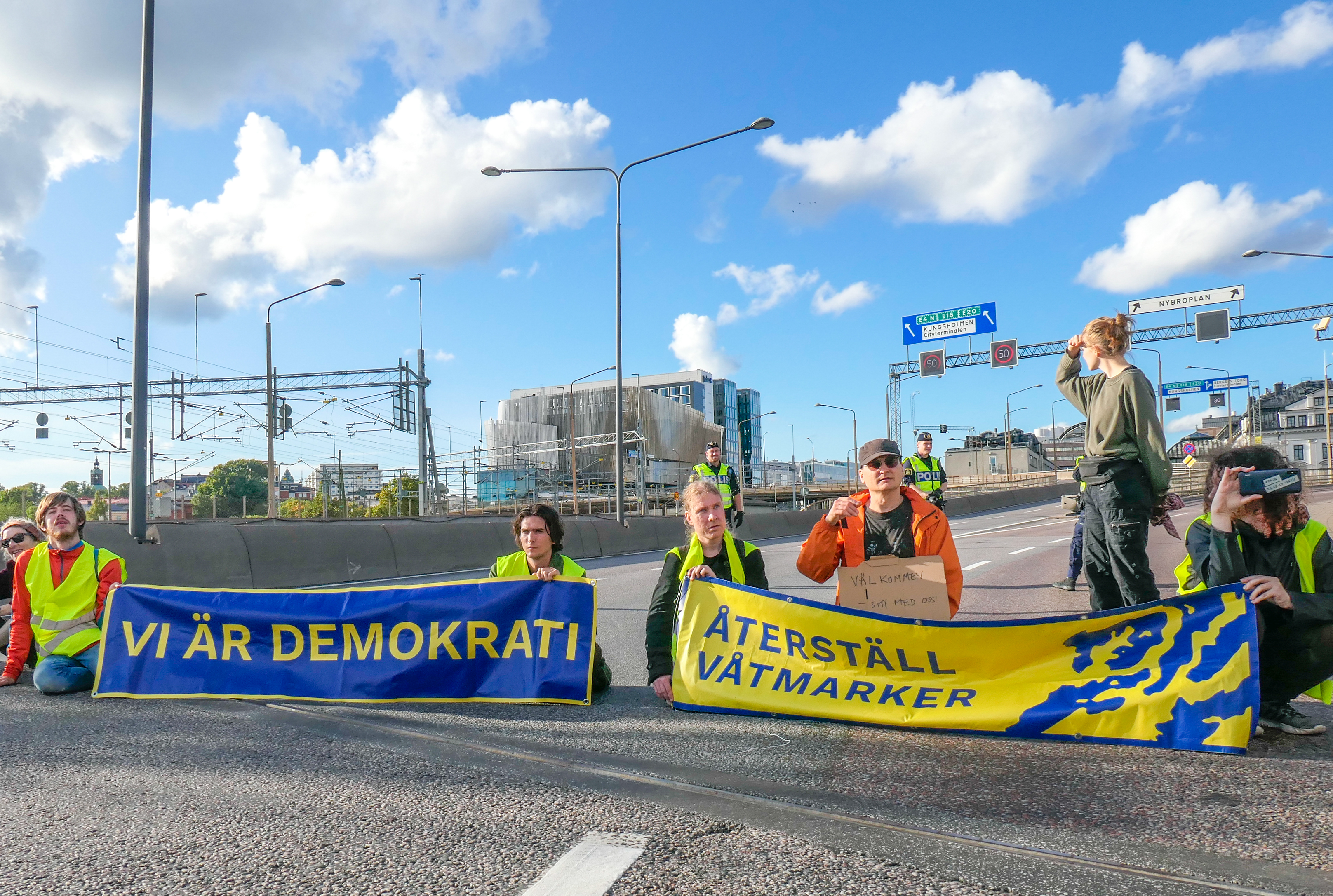
Centralbron i Stockholm blockerades och all biltrafik i båda riktningarna var avstängda av klimataktivister ur Återställ Våtmarker och Week of Action for Social and Climate Justice den 23 september 2023.

Enligt Naturskyddsföreningen och miljörörelsen orsakar torrlagda våtmarker 25% av Sveriges koldioxidutsläpp. Protestaktioner för att återställa våtmarkerna har ökat i hela Sverige. Nätverket Återställ Våtmarker vill genom civilt motstånd tvinga den svenska regeringen att förbjuda torvbrytning och återställa våtmarkerna.